# پرل ابیس
پرل ابیس (به انگلیسی: Pearl Abyss) یک شرکت ناشر و توسعه‌دهندهٔ بازی‌های ویدئویی از کره جنوبی است که برای ایجاد بازی کراس پلت‌فرم کویر سیاه آنلاین و بازی اکشن-ماجراجویی و جهان باز آینده کویر زرشکی شناخته شده‌است.

## تاریخچه
این شرکت در ماه سپتامبر ۲۰۱۰ توسط کیم دائیل و یون جیمین تأسیس شد، پیش از آن به عنوان یک توسعه‌دهنده با هان‌گیم و نور کورپوریشن کار می‌کرد و پس از مدت کوتاهی شروع به توسعهٔ کویر سیاه آنلاین کرد. با توجه به موفقیت این بازی، پرل ابیس تصمیم به حفظ حقوق چاپ و نشر این بازی را گرفت و انتشار آن را خودش انجام داد، به جای اینکه همکاری با یک ناشر سوم کند. موفقیت کویر سیاه آنلاین منجر به توسعهٔ بازی دیگری با نام کویر زرشکی شد، که قرار است یک بازی اکشن-ماجراجویی تک‌نفره و چندنفره باشد. در ۶ سپتامبر، ۲۰۱۸، پرل ابیس اعلام کرد که آن‌ها سی‌سی‌پی گیمز را حدود ۴۲۵ میلیون دلار آمریکا به دست آوردند، که توسعه‌دهندهٔ ایو آنلاین بود. استودیو سی‌سی‌پی در ریکیاویک، لندن، و شانگهای تحت نام سی‌سی‌پی گیمز ادامه خواهد داد، در حالی که چاپ و نشر و بازاریابی محصولات برعهده پرل ابیس خواهد بود.

## بازی‌ها
| بازی‌ها           | تاریخ انتشار     | سیستم                                                                        | ژانر                           |
| ---------------- | ---------------- | ---------------------------------------------------------------------------- | ------------------------------ |
| کویر سیاه        | دسامبر ۲۰۱۴      | پلی‌استیشن ۴، اکس‌باکس وان، پلی‌استیشن ۵، اکس‌باکس سری اکس/اس، مایکروسافت ویندوز | اکشن موبایل                    |
| کویر زرشکی       | [در انتظار ۲۰۲۱] | [در انتظار]                                                                  | اکشن-ماجراجویی، نقش‌آفرینی اکشن |
| سیاه کویر موبایل | ۲۸ فوریه ۲۰۱۸    | اندروید، آی‌اواس                                                              | اکشن موبایل                    |
| سایه آرنا        | ۲۱ مه ۲۰۲۰       | مایکروسافت ویندوز                                                            | نبرد سلطنتی / موبا             |
| دوکه‌وی           | [در انتظار]      | اکس‌باکس وان، پلی‌استیشن ۴، مایکروسافت ویندوز                                  | جهان باز ماجراجویی اکشن        |
| طرح ۸            | [در انتظار]      | مایکروسافت ویندوز، اکس‌باکس وان، پلی‌استیشن ۴                                  | سوم شخص تیرانداز MMO           |

## یادداشت
1. ↑  Black Desert Online
2. ↑  Crimson Desert
3. ↑  Kim Daeil
4. ↑  Youn Jaemin